# Црква Рођења Светог Јована Крститеља у Рађевићима
Храм Рођења Светог Јована Крститеља у Рађевићима је храм Српске православне цркве који се налази у Рађевићима у Републици Српској. Припада дабробосанској митрополији. Храм је посвећен рођењу Светог Јована Крститеља, а подигнут је у 13. вијеку од стране краља Стефана Драгутина.

## Историја
Цркву је саградио краљ Стефан Драгутин као поклон бану Стефану I Котроманићу за кога је била удата Јелисавета Немањић, ћерка краља Драгутина. У љетопису рогатичке цркве постоји податак да је краљ Драгутин у оквиру манастирског конака имао и свој љетњиковац, у којем је повремено обављао државничке послове и сусретао се са баном Босне Стефаном I Котроманићем.
Археолози Републичког завод за заштиту културно-историјског и природног насљеђа су 2013. године потврдили љетопис рогатичке цркве и народно предање о постојању старе цркве. Велика црква од стотину квадрата је некада красила ово мјесто. Пронађена је у добром стању апсида, односно олтар димензија 4,60 пута 3,25 метара, који је у свакој српској цркви у полукружном облику.
Према усменом предању становништва овог краја последњи заштитник и покровитељ манастира на Црквинама био је витез Вид Даничић. Он је на оближњем планинском врху изнад манастира имао кулу са које је надзирао подручје и тако чувао манастир. По њему је тај локалитет назван Видова гора. Вид је, казује предање, имао веома лијепу сестру у коју је био заљубљен извјесни Богило, родом са подручја данашње Жепе. Због неузвраћене љубави Богило одлучује да отме дјевојку. На Ивањдан (празнику рођења светог Јована Претече - 7. јул по новом календару) сваке године је био велики црквено - народни сабор, тако једног Ивањдана казује предање, на сабору Богило отима Видову сестру али не успијева да побјегне. Вид тада стаје у одбрану сестре и долази до крвавог сукоба између њега и браће са једне, Богила и Уроша из Богодола (околина Сребренице) и њихових пратилаца са друге стране. Вид успијева да одбрани сестру, али не и да спријечи демолирање манастира. После овога догађаја, Богило и његове присталице једне ноћи долазе и спаљују манастир око 1581. године, да би доцније био потпуно порушен.
Срушили су га Турци и Богилови потомци. Од чијег је камена подигнута џамија у оближњем селу Годимиљу, у којем су по причи живјели Богиловићи, потомци Богилови.
Од тада сваког Ивањдана и о празнику Усјековања главе светог Јована Крститеља, вјерници су походили Црквине и молили се Богу на темељима порушеног храма. Више од пет вијекова свете литургије, литије, крштења и вјенчања, обављали су се под ведрим небом, под оморама крај Лучке воде (чесма у порти цркве). Ивањдански сабори остали су вјерни чувари сјећања на судбину која је задесила храм и ово свето мјесто.

## Обнова
Иницијатива вјерника за обнову цркве на Црквинама, почела је 27. септембра 2007. године, на празник Воздвижења Часног Крста, формиран је Организациони одбор за покретање изградње храма светог Јована Претече на Црквинама. Већ у мају 2008. године започети су први радови. Темељну плочу лично је освештао митрополит дабробосански Николај на Ивањдан 7. јула 2008. године.
Нови храм грађен је у "планинском стилу" са јасним крстом у његовој основи. Састављен је од цијелина које имају силуету старе српске цркве брвнаре и средишњег звоника у виду куле. Митрополит дабробосански Николај је почетком децембра 2011. године дао благослов којим би Црквине требало да заживје као манастир.
Захваљујући прилозима народа са подручја Рогатице, Хан Пијеска и Сокоца, као и људи који су поријеклом из ових општина храм је саграђен.
Тако је 26. септембра 2015. године Епископ захумско-херцеговачки г. Григорије, уз саслужење свештеника Митрополије дабробосанске, осветио нови храм на локалитету Црквине недалеко од Борика.

## Галерија
- црква у Рађевићима
- црква
- средњовјековна црква